# Francis Douglas
Lord Francis William Bouverie Douglas (8 de febrero de 1847 – 14 de julio de 1865) fue un montañero británico. Después de compartir la primera ascensión del Cervino, murió en una caída en la bajada desde la cima.

## Primeros años

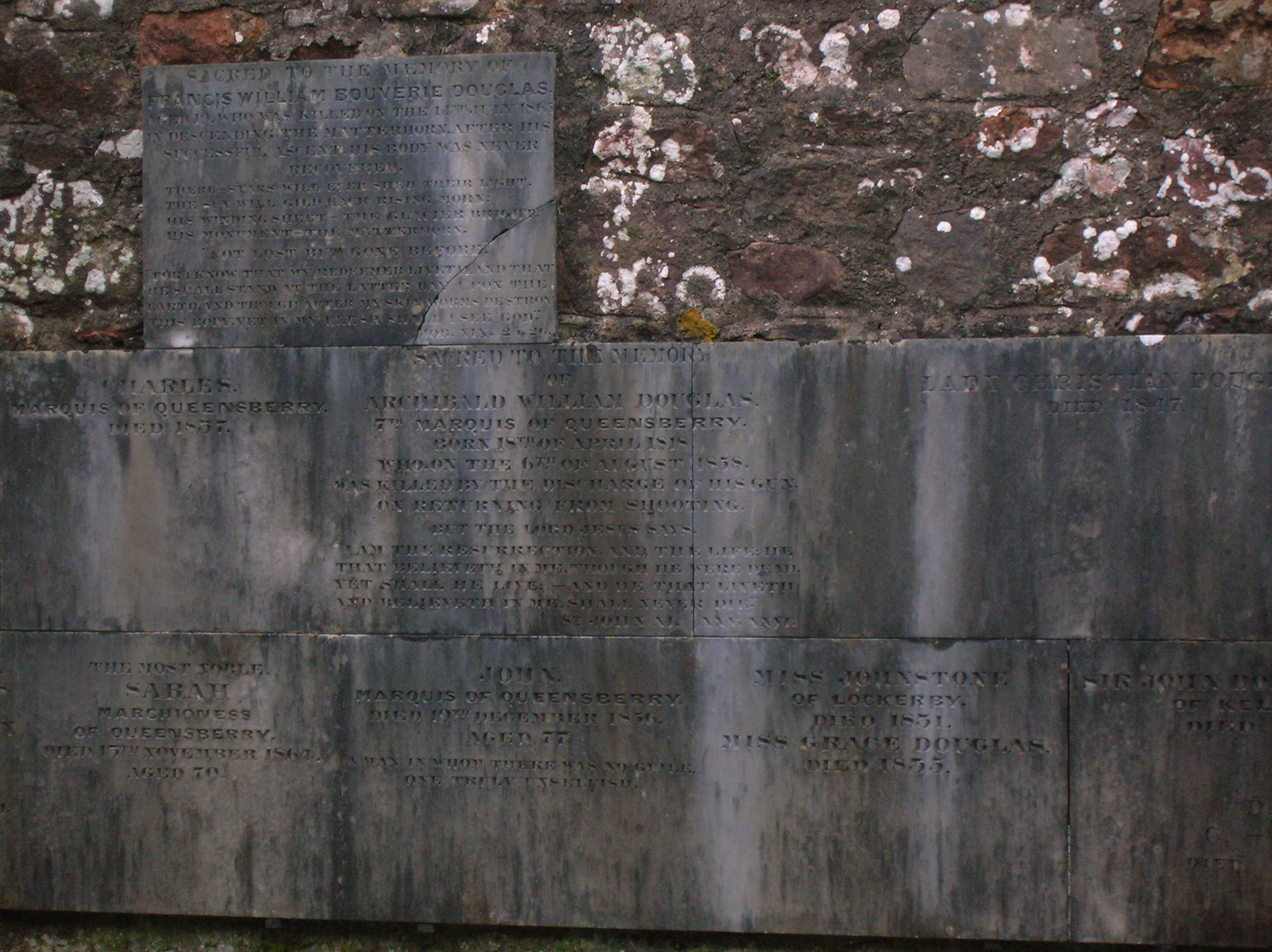
Inscripción en el mausoleo de Lord Francis Douglas y de su padre, Cummertrees.

Nacido en Escocia en Cummertrees, Dumfries, Douglas fue el hijo de Archibald Douglas, octavo marqués de Queensberry, y su esposa Caroline, hija del General Sir William Clayton, quinto baronet, (1786–1866), parlamentario por Great Marlow. Tuvo una hermana mayor, Lady Gertrude Georgiana Douglas (1842-1893); un hermano mayor, John Douglas, vizconde Drumlanrig (1844–1900), más tarde el noveno Marqués de Queensberry; un hermano menor, Lord Archibald Edward Douglas (1850–1938), quien se convirtió en clérigo; y un hermano y hermana menores, los mellizos Lord James Douglas (1855-1891) y Lady Florence Douglas (1855-1905), quien se casó con Sir Alexander Beaumont Churchill Dixie, undécimo Baronet.
En 1860, el padre de Douglas, Lord Queensberry, murió en lo que se dijo fue un incidente con arma de fuego, pero su muerte se creyó en gran medida que fue un suicidio. En 1862, su madre, Lady Queensberry, se convirtió al catolicismo y llevó a sus hijos a vivir en París.
Douglas fue educado en la Academia de Edimburgo.

## Triunfo y muerte en el Cervino

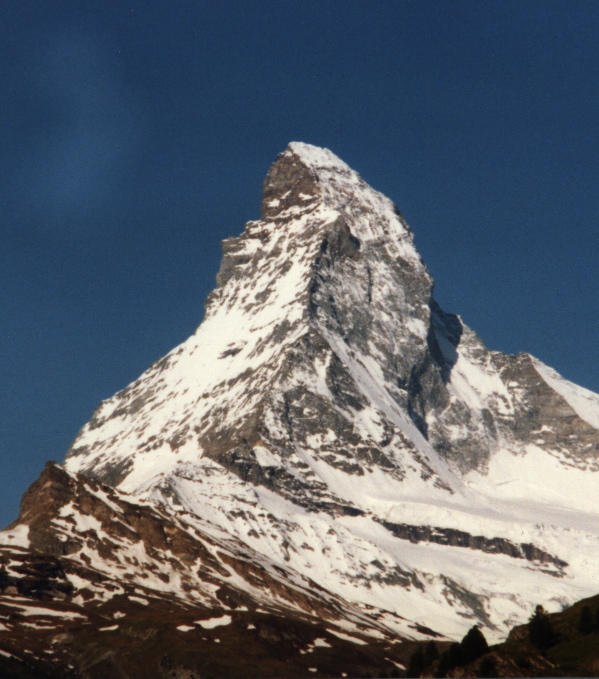
El Cervino, 4.478

A comienzos de 1865, el Cervino estaba aún sin conquistar, y se planeaba más de un asalto sobre la montaña. Uno de tales grupos estuvo formado por Douglas, Edward Whymper y su guía Peter Taugwalder. Whymper ya había hecho varios intentos sin éxito en la montaña. El 5 de julio, este grupo hizo el segundo ascenso (y el primero por la arista nornoroeste) del Ober Gabelhorn, un pico de 4.053 metros en el lado noroeste del Cervino; también en julio, Douglas hizo el primer ascenso del cercano Unter Gabelhorn (3.391 m) con los guías Peter Taugwalder y P. Inäbnit.
Oyendo hablar del asalto que se planeaba en el principal pico por una cordada italiana, Douglas y Whymper unieron sus fuerzas con otros montañeros británicos, Charles Hudson y Douglas Robert Hadow, y su guía Michel Croz.
A las 4:30 a. m. del 13 de julio, una partida combinada de siete hombres, liderados por Whymper, se fueron al Cervino bajo un cielo claro: Whymper, Douglas, Hudson y Hadow, más Taugwalder y su hijo, y Croz. Ascendieron pasando el Schwarzsee hasta una meseta donde acamparon. Mientras tanto, los italianos, liderados por Carrel, habían acampado a una altitud de alrededor de 4.000 metros en la arista del León (Lion Ridge).
El 14 de julio, la cordada de Whymper llevó a cabo una primera ascensión con éxito de la ruta Hörnli. Sin embargo, en el descenso, Hadow cayó, derribando a Croz, y arrastrando también a Hudson y Douglas, unidos por una cuerda. Los cuatro se mataron al caer al glaciar Matterhorn, 1.400 metros más abajo. Tres de los cuerpos fueron más adelante encontrados, pero no el de Douglas.

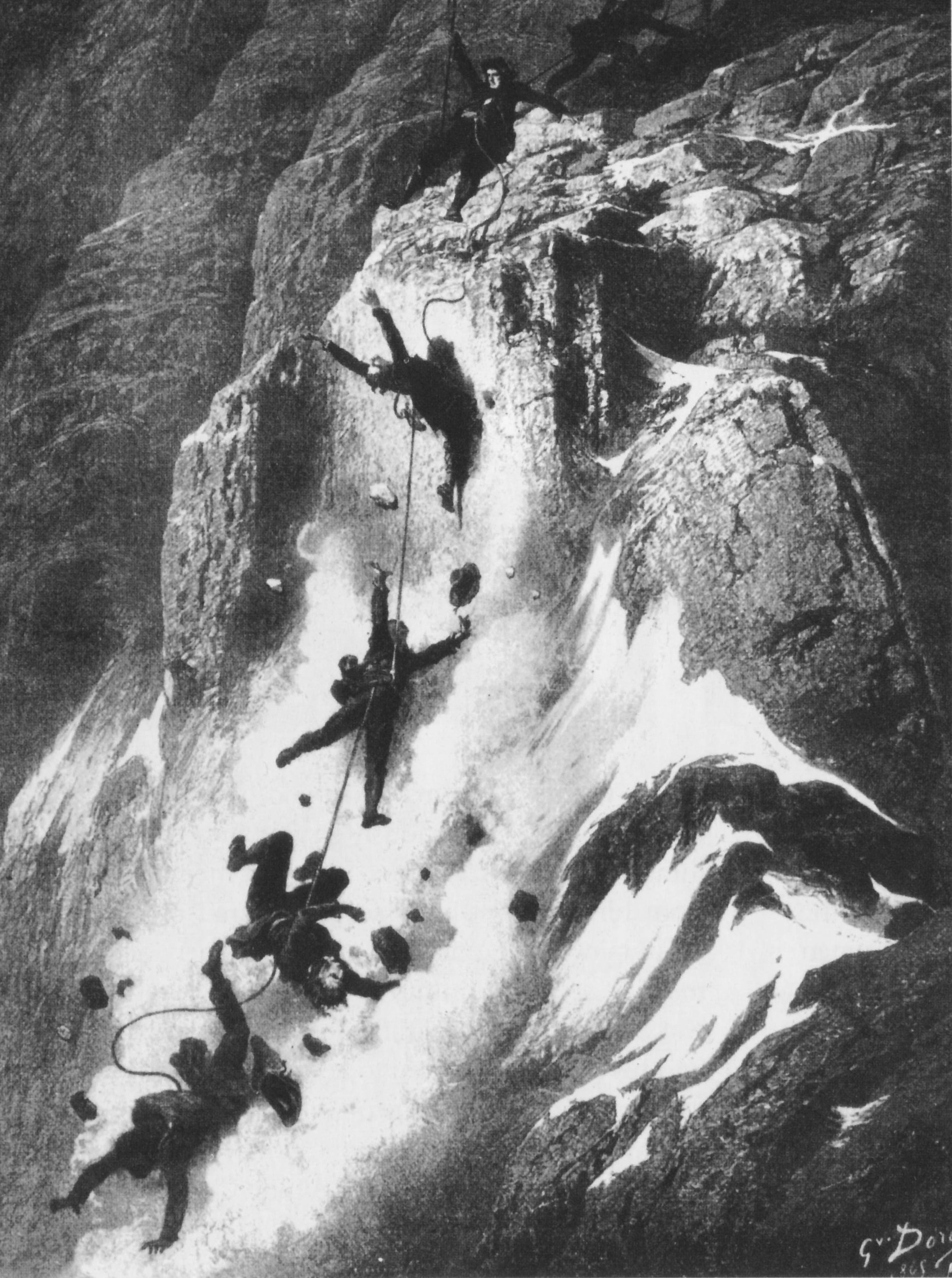
El desastre del Cervino, representado por Gustave Doré.

Whymper más tarde describió las muertes de la manera siguiente: 

Michael Croz había dejado a un lado su piolet, y para dar mayor seguridad a Mr. Hadow estaba cargando por completo sobre sus piernas y poniendo sus pies, uno detrás de otro, en la posición adecuada. Hasta donde yo sé, nadie estaba de hecho descendiendo. No puedo hablar con seguridad, porque los dos hombres que lideraban estaban en parte ocultos a mi vista por una masa de roca, pero es mi creencia, por los movimientos de sus hombros, que Croz, habiendo hecho lo que yo he dicho, estaba en el acto de volverse para bajar un escalón o dos por sí mismo; en ese momento, el señor Hadow resbaló, cayó contra él y lo derribó. Oí una sola exclamación de sorpresa de Croz, luego lo vi a él y al señor Hadow volando hacia abajo; en otro momento Hudson fue arrastrado aparte de sus peldaños, y Lord Francis Douglas inmediatamente después de él. Todo esto ocurrió en un momento. Inmediatamente oímos la exclamación de Croz, el viejo Peter y yo nos plantamos tan firmemente como las rocas lo permitían; la cuerda estaba tensa entre nosotros, y el tirón nos llegó a ambos como un solo hombre. Aguantamos, pero la cuerda se rompió a medio camino entre Taugwalder y Lord Francis Douglas. Por unos pocos segundos vimos a nuestros desafortunados compañeros resbalando hacia abajo sobre sus espaldas, y estirando sus manos, intentando salvarse. Pasaron por delante nuestro ilesos, desapareciendo uno a uno, y cayeron de un precipicio a otro hasta el Matterhorngletscher debajo, una distancia de casi cuatro mil pies de altura. Desde el momento en que la cuerda se rompió era imposible ayudarlos. ¡Así perecieron nuestros camaradas! Durante media hora permanecimos en el lugar sin movernos un solo paso.

El equipo rival de alpinistas italianos alcanzaron la cumbre del Cervino tres días después.

## Posterioridad
Las muertes de Douglas, Croz, Hadow y Hudson llevaron a años de recriminaciones y debate, muchos echaron la culpa a Whymper, otros sugirieron sabotaje e incluso asesinato. El forense en Zermatt (un hostelero) hizo pocas preguntas de investigación, y la hermandad montañera se dividió hondamente sobre el asunto hasta mucho después de la muerte de todos los implicados. El incidente se ha visto como el fin de la edad de oro del alpinismo.
El Rev. Arthur G. Butler se sintió inspirado para defender el ascenso al Cervino en verso: 

No éramos lo que somos
 Sin ese otro fiero elemento—
 El amor, la sed de aventura, y el desdén
 Debería ser demasiado grande para los poderes mortales.

Dos años después de la muerte de Lord Francis Douglas, su hermano John Douglas, marqués de Queensberry, logró fama por ser quien dio su nombre a las normas del marqués de Queensberry implantando el boxeo moderno. Cuarenta años después, como el padre de Lord Alfred Douglas, fue el hombre que contribuyó a la caída de Oscar Wilde. Su hermana Lady Florence Dixie también llamó la atención pública, como viajera, corresponsal de guerra, escritora y feminista. Su hermano Lord James Douglas sufrió durante muchos años depresión y alcoholismo, y en 1891 se mató cortándose la garganta.
Un libro sobre la muerte de Douglas y sus compañeros, The First Descent of the Matterhorn, por Alan Lyall, fue publicado en 1997.

## Imágenes relacionadas

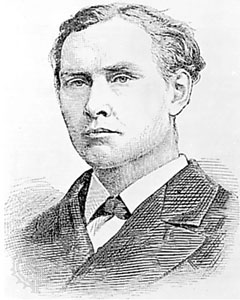
Edward Whymper
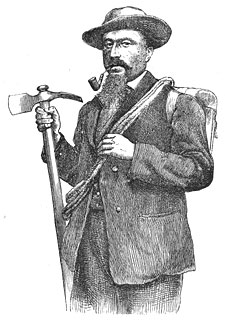
Michel Croz
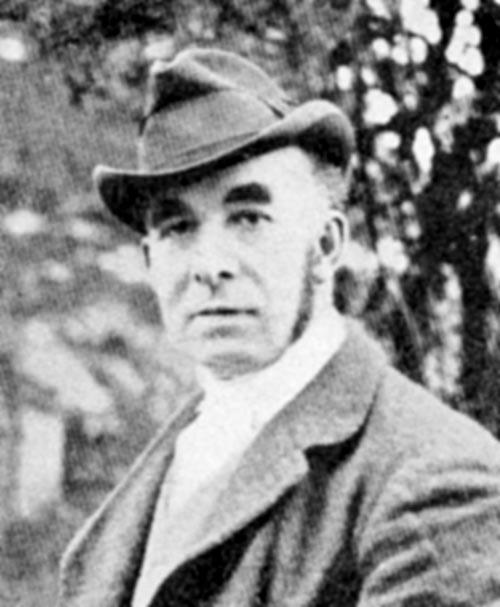
John Douglas, noveno Marqués de Queensberry
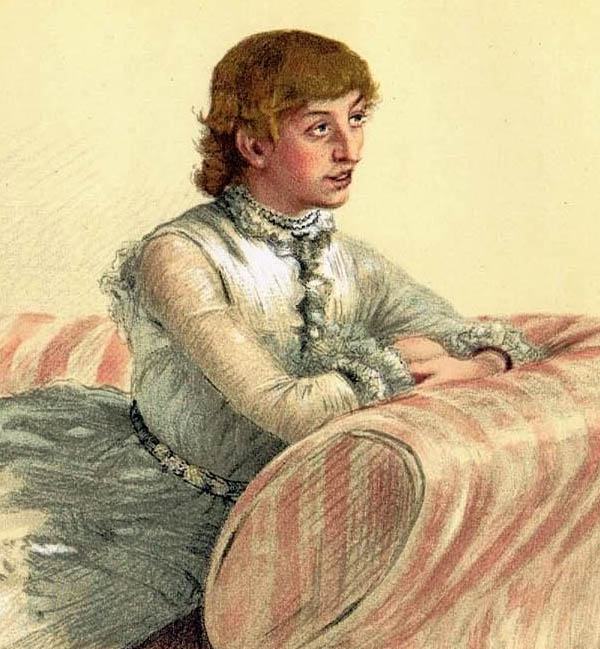
Lady Florence Douglas